# 雷次宗
雷次宗（らい じそう、386年 - 448年）は、東晋から南朝宋にかけての学者・隠者。字は仲倫。本貫は豫章郡南昌県。

## 経歴
若くして廬山に入り、慧遠に師事した。学問を好み、とくに三礼と『毛詩』に明るく、隠退して世事と関わらなかった。江州に従事として招かれ、また員外散騎侍郎として召されたが、いずれも就任しなかった。
元嘉15年（438年）、宋の文帝に召されて建康に入り、鶏籠山に館を開き、学生100人あまりを集めて儒学を教授した。文帝は次宗の学館に幾度か行幸し、厚く支援した。次宗は給事中に任じられたが、就任しなかった。長らくして廬山に帰った。
元嘉25年（448年）、散騎侍郎の位を与えられた。また建康に召されて赴き、鐘山の西の岩の下に室を築かせ、これを招隠館と呼んだ。次宗は文帝の命を受けて皇太子劉劭や諸王たちに『礼記』の喪服記を講義した。次宗は公の門をくぐろうとせず、華林東門から延賢堂に入って授業を行った。鐘山で死去した。享年は63。著書に『毛詩序義』2巻・『略注喪服経伝』1巻・『豫章記』1巻があった。また『文集』16巻が編纂されて通行した。
子の雷粛之は、豫章郡丞となった。

## 伝記資料
- 『宋書』巻93 列伝第53
- 『南史』巻75 列伝第65